# DMM.com
DMM.com LLC (tiếng Nhật: 合同会社 DMM.com) là một công ty thương mại điện tử và Internet có trụ sở tại Nhật Bản, với một nhóm kinh doanh đa dạng, bao gồm mua sắm trực tuyến và dịch vụ video theo yêu cầu. Công ty quản lý DMM.com, một trang web giải trí trực tuyến cho phép người dùng mua hàng hóa và dịch vụ như sách điện tử, trò chơi, bản phát hành DVD chính thống và in 3D. Công ty con của nó là DMM.com Securities là công ty ngoại hối lớn thứ hai thế giới về khối lượng giao dịch. Tính đến tháng 12 năm 2021, DMM.com có hơn 35 triệu người dùng đã đăng ký.